# Temple Baoguo (Zhejiang)
Ne doit pas être confondu avec Temple Baoguo (mont Emei).
Le temple Baoguo (chinois simplifié : 保国寺 ; chinois traditionnel : 保國寺 ; pinyin : Bǎoguó Sì ; litt. « temple de la défense de la patrie ») est un ancien temple bouddhiste situé dans le district de Jiangbei, à 15 kilomètres au nord de Ningbo, placé sous la juridiction de la ville sous-provinciale de Ningbo, en république populaire de Chine. Il est noté comme la deuxième structure en bois la plus ancienne du sud de la Chine puisque la salle principale du temple actuel remonte à l'an 1013 apr. J.-C.

## Historique
Sous le règne de l’empereur Guangwu de la dynastie des Han de l'Est (25-220), Zhang Qifang, fonctionnaire-lettré chef du secrétariat, fils du général fringant Zhang Yi, se retira lors de sa retraite  dans le district de Jiangbei pour y construire une hutte, qu’il transformera en un temple du nom de Temple Linshan (chinois simplifié : 灵山寺 ; chinois traditionnel : 靈山寺 ; pinyin : Língshān Sì ; litt. « Temple de la Divine Montagne chinoise Wu »).
En l’an 800 le moine Kegong affecté au temple Guoning de Mingzhouguo (l'actuel Ningbo) fut envoyé à Chang'an, pour demander à l’empereur Tang Xizong, de la dynastie Tang, de faire restaurer le temple Linshan. Satisfait de la restauration l’empereur fit ériger une stèle sur laquelle étaient écrits deux grands caractères chinois « Bao Guo » (Protéger le Pays).

## Architecture
Le temple est le premier temple bouddhiste et constitue la porte d'entrée du mont Emei. Construit à l'époque Wanli de la dynastie Ming , la salle principale du temple était à l'origine dédiée aux représentants des trois religions du bouddhisme, du taoïsme et du confucianisme. Plus tard,lors de la cinquième année de la  Qing, Tongzhi l'empereur Kangxi fit renommer le temple du nom de Baoguo, et une plaque fut apposée à l'entrée de la montagne de Kangxi. À l'intérieur du temple, il y a une pagode Huayan en bronze datant de la période Wanli de la dynastie Ming, avec 4 700 petites statues du Bouddha. Il abrite une cloche qui comporte plus de 60 000 caractères Ahan Sutra. 

### Hall principal
Il est connu sous le nom de Beamless Hall a été reconstruit en 1013, durant la dynastie Song du Nord, c’est l'une des constructions en bois les plus anciennes et les mieux conservées de Chine. Le temple contient également des colonnes datant de la dynastie Tang, une salle construite pendant la dynastie Ming, et deux salles et tours de la dynastie Qing. 

### Salle Mahavira
La salle du  Mahāvīra plus simplement connue sous le nom de salle principale, est la pièce principale du temple bouddhiste chinois traditionnel, consacrant des représentations du Bouddha: Siddhārtha Gautama (sanskrit ; pāli : Siddhattha Gotama, dit Shakyamuni, et d'autres bouddhas et bodhisattvas. Elle abrite trois statues en cuivre doré du Bouddha à trois vies, chaque statue mesure environ 10 mètres ( Unité «  » inconnue du modèle {{Conversion}}.) de haut. À l'arrière de la statue de Sakyamuni se trouve la statue de Guanyin. Les statues des dix-huit arhats se dressent des deux côtés de la salle. (chinois simplifié : 十八罗汉/十八阿罗汉 ; chinois traditionnel : 十八羅漢/十八阿羅漢 ; pinyin : shíbā luóhàn/shíbā āluóhàn) ou dix-huit luohan.Les dix-huit arhats (chinois simplifié : 十八罗汉/十八阿罗汉 ; chinois traditionnel : 十八羅漢/十八阿羅漢 ; pinyin : shíbā luóhàn/shíbā āluóhàn) ou dix-huit luohan, sont des personnages de la mythologie bouddhique (en) ayant atteint le stade d'arhat dans la culture bouddhiste chinoise.

### Musée
Aujourd'hui, Le temple s’étend sur une superficie de 13 280 mètres carrés et une surface au sol de 6 000 mètres carrés, avec une zone de jardinage de 28,8 acres. le temple n'est plus un temple mais une attraction touristique, nombre de ses salles sont utilisées pour abriter diverses objets historiques notamment des statues Guanyin, bronzes confucéens, des meubles laqués rouges de Ningbo, et des costumes traditionnels de Chine, portés lors des cérémonies.

## Galerie
|                                                |
| Plaque de "Jingjinyuan" dans le hall principal |

|                                     |
| Caisson du hall principal du temple |

|                        |
| Vue aérienne du temple |

|                         |
| Salle Daxiong du temple |

|                                                         |
| Stèle relative à la protection des reliques culturelles |

|                                          |
| Relief sur le bâtiment méridien côté est |

|                        |
| Inscription Luo Zhewen |

|                            |
| Bâtiment méridien côté est |